# Port lotniczy Tyraspol
Port lotniczy Tyraspol (Aeroportul Internațional Tiraspol) – międzynarodowy port lotniczy położony w Tyraspolu, stolicy samozwańczego Naddniestrza (Mołdawia). Jest czwartym co do wielkości portem lotniczym Mołdawii.